# Capital Bra
Vladislav Balovatsky, (ukrainska: Владислав Баловацкий), mer känd under artistnamnen Capital Bra och Joker Bra, född 23 november 1994 i Ryssland, är en tysk rappare. Han växte upp i Dnipro, Ukraina, och senare Berlin, där han numera är bosatt. Hans musik har oftast beskrivits som gangsterrap.

## Biografi
Balovatsky är av ukrainsk och rysk härkomst och slog igenom 2017 när han släppte sina album Makarov Complex och Blyat, som nådde topp 5 i Tyskland, Schweiz och Österrike samma år. Året därpå släppte han albumen Berlin Lebt och Allein, vilka nådde plats ett respektive två på topplistorna i samma länder.

## Diskografi
- Kuku Bra (2016)
- Makarov Komplex (2017)
- Blyat (2017)
- Berlin lebt (2018)
- Allein (2018)
- CB6 (2019)
- CB7 (2020)

## Privatliv
Balovatsky är bosatt i Berlin och har två barn.